# Großer Kernbruch
Koordinaten: 53° 16′ 3,1″ N, 13° 25′ 19,6″ O

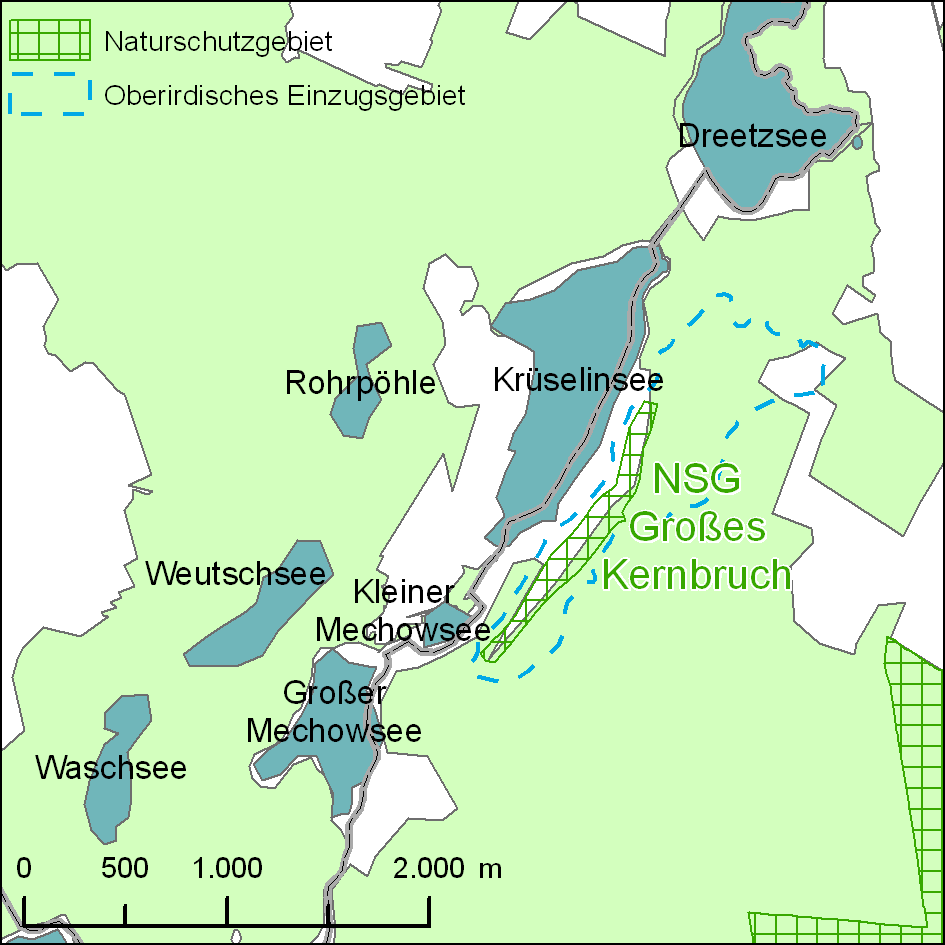
Lageplan: Einzugsgebiet des Moors und ehemaliges Naturschutzgebiet

Der Große Kernbruch (auch: Das Große Kernbruch) ist ein Zwischenmoor im Norden des Landes Brandenburg unmittelbar an der Grenze zu Mecklenburg-Vorpommern. Es befindet sich auf dem Gebiet der Gemeinde Boitzenburger Land südöstlich der Feldberger Seenlandschaft.
Die geomorphologische Rinne östlich des Krüselinsees weist eine Länge von etwa einem Kilometer und eine Breite von ungefähr 150–200 Metern auf.
Der Kernbruch war ursprünglich ein offener See, der bereits vor 3000 bis 2500 Jahren durch Mudden- und Torfbildung verlandete. Das Moor hat ein Einzugsgebiet von 89 Hektar und ist im Moorschutzrahmenplan des NaturschutzFondsBrandenburg in der 1. Prioritätenklasse (intakte bis gestörte Torfmoosmoore) ausgewiesen. Es handelt sich um ein ebenes bis gewölbtes Torfmoosmoor, der ursprüngliche ökologische Moortyp ist Sauer-Anmoor. Die Moormächtigkeiten betragen bis zu 15 Meter. Als Pflanzendecke hat sich auf dem heute bewaldeten Moor eine vitale, naturnahe Torfmoosvegetation entwickelt.
Das ehemalige Naturschutzgebiet Großer Kernbruch wurde mit Beschluss Nr. 61/75 des Bezirkstages Neubrandenburg vom 8. Januar 1975 ausgewiesen und umfasste 16,3 Hektar. Es war seit 1997 Teil des Naturparks Uckermärkische Seen. Es ging zum 1. Januar 2015 im deutlich größeren Naturschutzgebiet Küstrinchen auf. Jenseits der Landesgrenze zu Mecklenburg-Vorpommern schließt direkt das Naturschutzgebiet Krüselinsee und Mechowseen an.

## Bilder

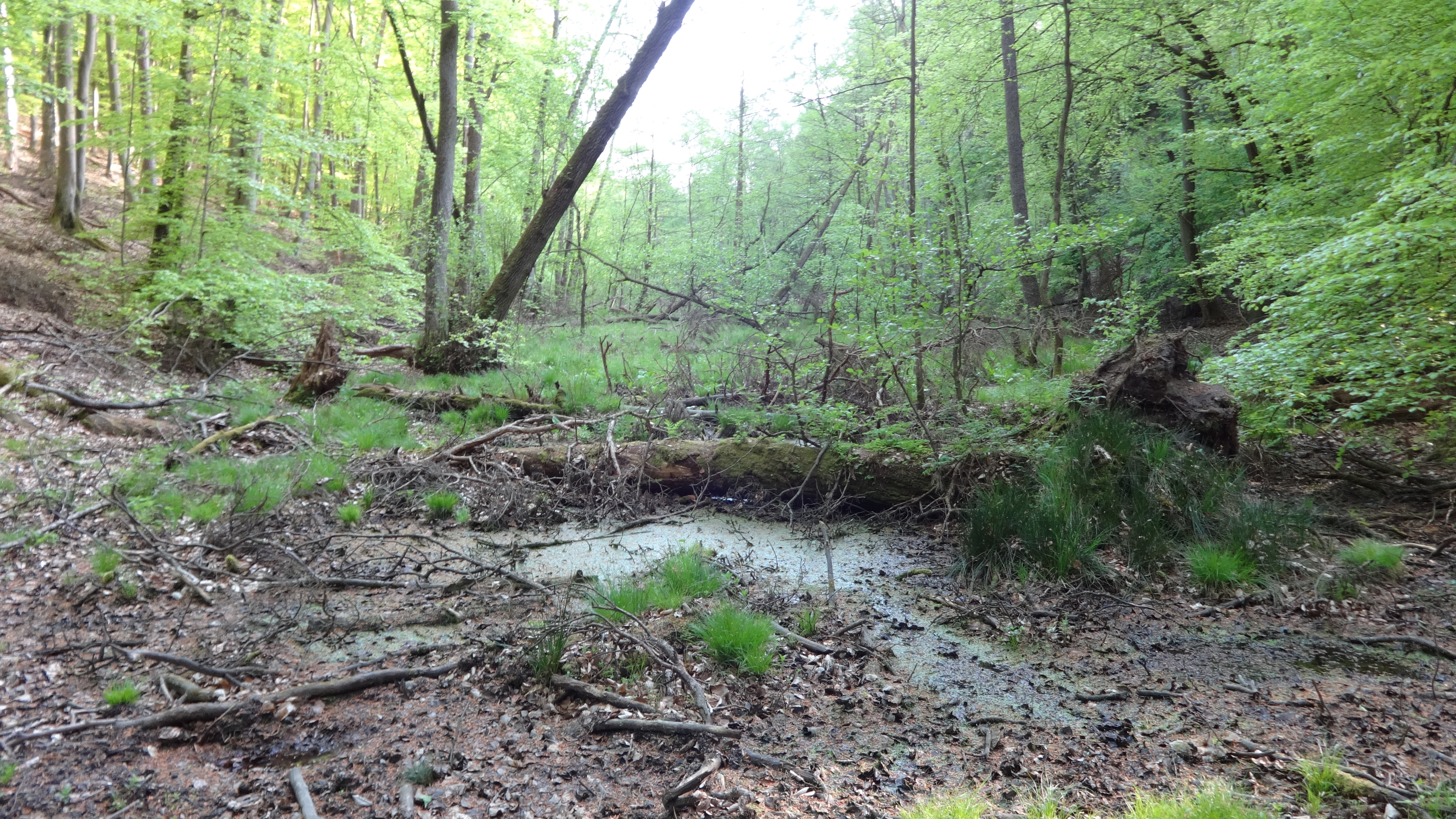
Kernbruch von Nord